# 生脉散
生脈散，是金代易州中醫張元素的知名中藥配方，出自於《醫學啟源》。
生脈配方主要由人參、麥冬、五味子三味藥物組合而成。主藥是人蔘，能大補元氣，麥冬可養陰清熱，五味子為斂汗生津。三藥合用，一補，一清，一斂，共同發揮益氣生津，斂陰止汗的作用，其主要功用在於補氣以及固氣，是主要治療氣陰兩虛的常用方劑，可益氣生津、止渴止汗、補氣提神，相傳乾隆皇帝也經常服用。

## 新式制剂
现有做成中成药口服液称生脈飲。除了原本的人参方之外还有党参方、党参黄芪方。另有灯盏生脉胶囊。
1980年代，中西医结合专家陈可冀发现生脉散常用于清代帝王后妃临终抢救，遂发明中药注射剂“生脉注射液”，为三种药材提取物的组合，发现有强心作用。之后中国又有人改变提取方法、药方、形式，发明多种其他的“生脉类注射剂”，如冻干粉版本等。目前“中国专家共识”推荐此类药物用于心力衰竭、缺血性心脏病等七种场合。冻干粉总体不良反应率报告在0.17-1.23%左右。生脉注射液有发生严重过敏反应的报告，亦为此添置过警示语。《药品不良反应信息通报（第44期）》认为违规超剂量用药、违规混合用药、过敏体质是主要危险因素。此药缓慢静脉滴注能升血压，但快速静脉滴注又会降血压。

## 外部連結
- 生脈散 （页面存档备份，存于） 中藥方劑像數據庫  (香港浸會大學中醫藥學院) （中文）（英文）
- 國立陽明大學醫學院-傳統醫藥學研究所 （页面存档备份，存于）
- 聯合新聞網中醫精髓 （页面存档备份，存于）